# 西西里王國
西西里王國（拉丁語：Regnum Siciliae）是一個曾在1130年至1816年间存在的國家，领土在今意大利南部。王国的創立者為西西里的鲁杰罗二世。廣義上西西里王國領土不僅只包含西西里島，亦包括整個南義大利，1530年以前還包含馬爾他島和戈佐島。1282年西西里晚禱之後，王國一分為二，西西里島和半島上的那不勒斯地區分別由兩個不同的王朝統治。雖則兩地名義上均稱為「西西里王國」，直至1816年之前，兩地很多時候都是分開統治。西西里國王的頭銜經常是附屬於其它王朝，例如亞拉岡國王或奧地利大公。1816年西西里王國與那不勒斯王國合併為兩西西里王國。後來兩西西里王國更在1861年弗朗切斯科二世統治時被併入新成立的義大利王國之內。

## 諾曼王朝
隨著阿普利亞公爵古列尔莫二世在1127年逝世，公爵領和伯爵領間的聯盟受到動搖，鲁杰罗開始了他邁向王位的步途，他宣稱相信古代的巴勒摩是由國王統治，他向對立教宗安那克勒圖二世提供證據並在1130年聖誕節被正式加冕為「西西里國王」。
從被加冕後，到1140年訂立阿里亞諾法令為止的十年間，鲁杰罗大部分時間花費在擊退一個接一個的入侵者和平定諸侯的叛亂：巴里的格里莫阿爾德、卡普亚的罗贝托二世、阿萊夫的瑞諾夫、拿波里的塞爾吉烏斯七世等等。1139年3月22日，鲁杰罗的长子阿普利亚公爵鲁杰罗三世在加卢乔以一千骑士伏击了教皇军，俘虏了教宗。25日，教宗被迫透過米格那諾條約承认鲁杰罗的王位，之後透過他的海軍大將安提阿的喬治，鲁杰罗攻佔了非洲的馬赫迪耶，取得非正式稱號「非洲之王」。
阿普利亚公爵在鲁杰罗生前过世，鲁杰罗的繼承者是另一个兒子惡王古列尔莫，不過他的名號主要來自於不喜歡他的史學家，他們支持的男爵階級叛亂被古列尔莫所擊潰。但北非也在此期间被穆瓦希德王朝所夺。最終古列尔莫在王國的和平時候逝世（1166年），不過他的长子鲁杰罗先前死于叛乱，继位的年幼兒子善王古列尔莫當時還是小孩，需要他人如母后纳瓦拉的玛格丽塔幫助攝政。在這段攝政期，王國經歷了幾乎推翻統治家族的動蕩，不過最終王國穩定了下來，並且善王古列尔莫的統治為王國帶來了長達20年持續的穩定與繁榮，正因為如此，他被稱為「善王」。但他没有子嗣，造成了继承危机：他的姑母、鲁杰罗二世的女兒科斯坦察作为唯一的王位合法继承人，却因为一个“她的婚姻会毁灭西西里”的预言，长期作为修女被关在修道院里无缘婚嫁，直到1184年才和当时神圣罗马帝国的在世皇长子海恩里希、未来的德國國王亨利六世订婚。虽然善王古列尔莫指定她和海恩里希为王位继承人并要求贵族效忠，但高官们不愿意接受德国人统治，于是1189年善王古列尔莫的死再令王國陷入混亂。
在官员们支持下，善王古列尔莫的堂兄、阿普利亚公爵鲁杰罗三世的私生子萊切的坦克雷迪在他们支持下將王位據為己有。他的遠房堂弟也是前王位竞争者安德里亞的鲁杰罗發起了反對王位的叛亂，并支持亨利六世夫妇，但在1190年被诱杀。1191年亨利六世加冕为神圣罗马帝国皇帝后，亦以妻子的名義入侵西西里，但进攻无果被迫撤退，连皇后科斯坦察都被坦克雷迪俘虏，后在教皇塞莱斯廷三世压力下才被释放。1194年坦克雷迪病故，亨利六世才取得勝利，废黜坦克雷迪年幼的儿子古列尔莫三世，与科斯坦察双双加冕为西西里国王、女王，王位落入霍亨斯陶芬王朝手中，透過科斯坦察，歐特維爾家族的血緣傳給了她的儿子继任国王腓特烈。

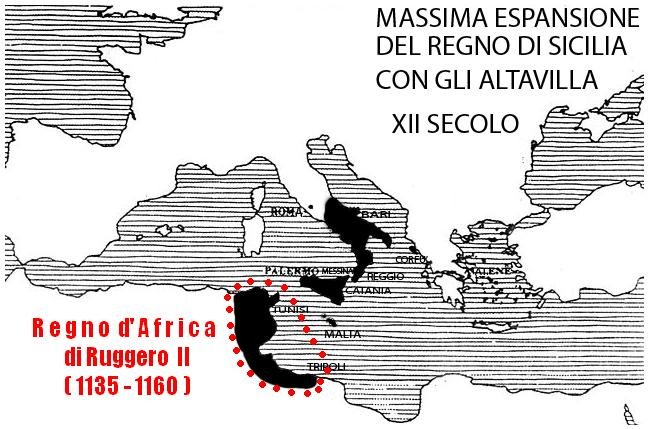
鲁杰罗二世建立的非洲王國（由紅框圈出）從1139年維持到1160年

## 霍亨斯陶芬王朝
1197年腓特烈，一個將來會成為神聖羅馬帝國皇帝的小孩的即位，強烈的影響了西西里的未來。對於一塊如此慣於接受皇室集權的土地，國王的年幼導致嚴重的權力中空，他的叔叔士瓦本的菲利普為了保護腓特烈的繼承權，在1198年指定安科納的侯爵馬克爾德·馮·安維勒為攝政，同時，教宗重申了教庭在西西里的權限，但同時承認腓特烈對其的繼承權。教宗往後10年將看著教庭在西西里的勢力不斷萎縮，並在許多時刻難以決定支持對象。
不過霍亨斯陶芬家族對權力的掌控仍未穩固，布里安的沃特三世與坦克雷迪的女兒結婚並在1201年南下索取王國王位。1202年，西西里大臣波利維亞的瓜尔铁罗和艾瑟勒伯爵迪波特率領的一支軍隊被沃特三世擊敗，攝政馬克爾德戰死，腓特烈落入了比薩人的盟友卡培隆的古列尔莫的控制之下，迪波特在這之後繼續與沃特三世爭戰，直到對方1205年逝世為止。迪波特在1206年終於從古列尔莫手中奪回腓特烈，並將監護權交給大臣瓜尔铁罗，但不久之後瓜尔铁罗和迪波特鬧翻，後者佔領了王宮並被瓜尔铁罗圍困於此，最終在1207年被俘。經過了十年，爭奪攝政和王位的戰爭終於結束。
腓特烈在他外祖父鲁杰罗二世的阿里亞諾法條的基礎上進行改革，並在1231年頒布梅爾菲憲章，一套於那個時代而言極為傑出的法律並在往後很長時間都有啟示作用，此套法律使西西里王國成為君主專政王朝，是歐洲第一個由封建制度轉為中央集權的國家。麥爾菲憲法此後一直是西西里法律的基礎直至1819年，當中未有太大修改。
腓特烈二世在西西里的繼承人是他的庶子曼弗雷迪，霍亨斯陶芬的其他後裔在德意志爭逐時，他統治了西西里15年，霍亨斯陶芬家族對西西里的統治最後因1266年安茹人入侵和最後一位男性繼承人康拉丁的死亡而告終。

## 安茹王朝
霍亨斯陶芬家族和教庭之間的衝突在1266年導致安茹公爵查理一世對西西里的入侵。在1282年，對法國官員與稅制的不滿引發了西西里晚禱暴動並至使亞拉岡的佩德羅三世的成功入侵，結果導致的西西里晚禱戰爭持續到科特伯勒特和約在1302年的簽訂才停止。
和約將原西西里王國一分為二，西西里島，被稱為「超過燈塔的西西里王國」（Kingdom of Sicily beyond the Lighthouse）或稱特奈科里亞王國（Trinacria），歸費德里科二世所有並實際已經在其統治之下，而半島的那一塊領土，當時亦稱西西里王國，但被現代學者稱為那不勒斯王國，歸查理二世所有亦已經在其統治之下，由此可見和約只是正式承認兩者控制的領土。1373年，那不勒斯女王乔万娜一世和西西里国王费德里科四世签订《新城和约》，彼此承认对方的合法性。
西西里島在1409年以前由亞拉岡國王的親屬作為獨立王國統治，後來被併入亞拉岡王國，那不勒斯王國則由安茹人統治直到亞拉岡的阿方索五世在1443年2月26日攻陷那不勒斯，將兩個王位重新合併，不過阿方索死後又將它們分割，將那不勒斯傳給兒子那不勒斯的費迪南一世，亞拉岡和西西里島則傳給弟弟亞拉岡的約翰二世。在1494年至1503年間，安茹人後裔的法國國王查理八世和路易十二世接連入侵試圖征服那不勒斯，但都以失敗告終（參見意大利戰爭）。
西西里國王的頭銜由亞拉岡國王持有至1516年，亞拉岡與卡斯蒂利亞合併成統一的西班牙之後，頭銜改由西班牙國王持有直至1713年。神聖羅馬皇帝在1713年至1735年間持有王位頭銜，直到帕爾馬公爵卡洛入侵那不勒斯並成為那不勒斯和西西里的查理七世，他的後裔一直統治兩地直到1861年義大利統一。1816年至1861年間兩王國被統一在兩西西里王國名下。

## 騎士統治的馬爾他
1530年，為了避免鄂圖曼帝國從南方入侵羅馬，神聖羅馬皇帝查理五世，同時也是亞拉岡查理五世，將馬爾他島和戈佐島交由醫院騎士團把守，每年收取一隻馬爾他獵鷹作為年費，在萬靈節時交予西西里總督。馬爾他群島自1127年起就是西西里公爵領和其後的西西里王國的一部分，兩者間的封建關係在騎士統治時期形式上仍存在，直到他們在1798年被拿破崙的法國軍隊逐出馬爾他。